# 포영

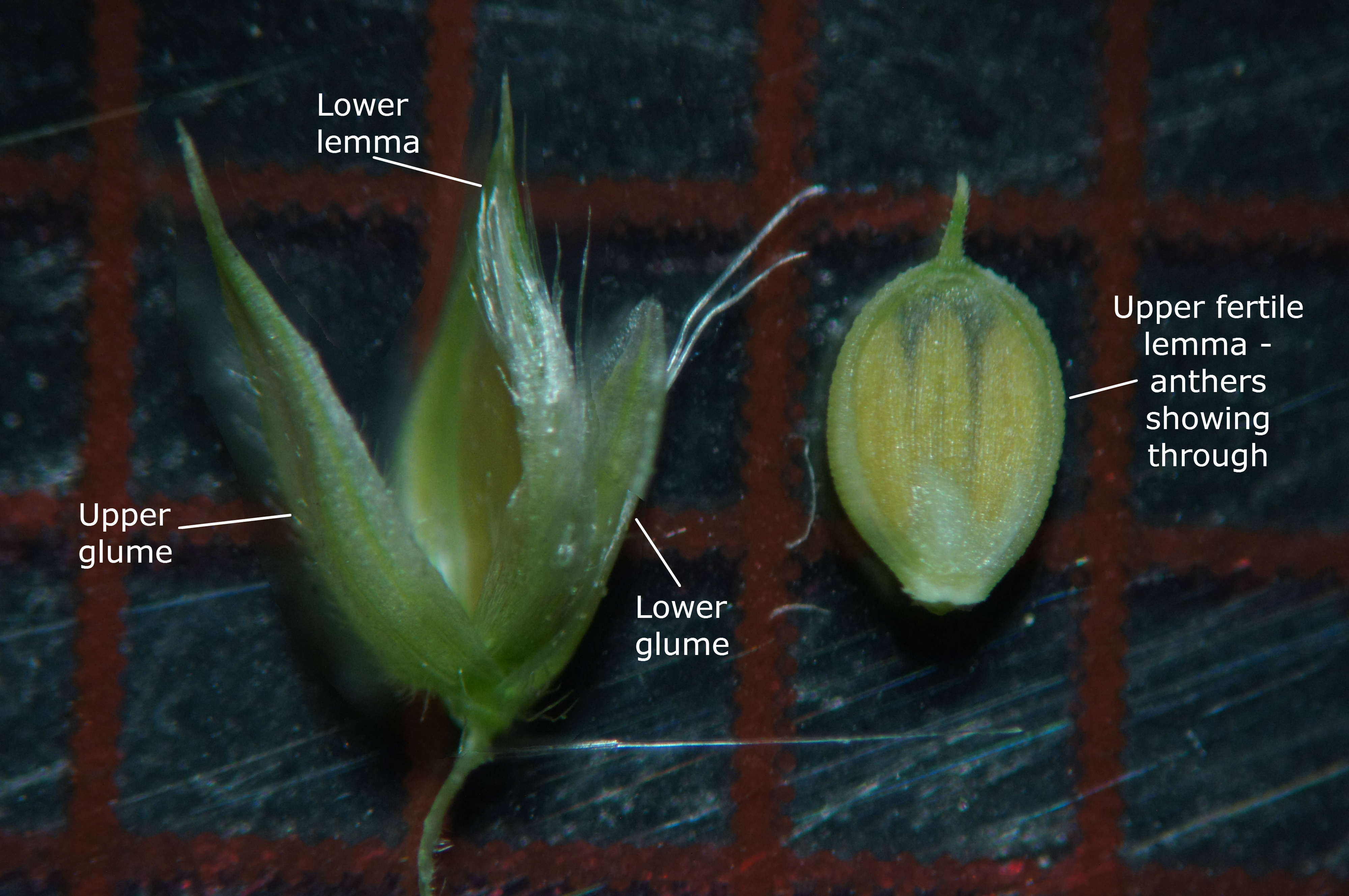

식물학에서 영(穎), 포영(苞穎) 또는 영포(穎苞, glume)는 사초과(Cyperaceae) 및 벼과 식물의 꽃차례에 있는 작은 이삭 아래의 포엽이다. 벼과의 작은 이삭에는 외화영(lemma)과 내화영(palea)이라는 두 가지 다른 유형의 포엽이 있다.